# Conilera cylindracea
Conilera cylindracea är en kräftdjursart som först beskrevs av Montagu 1804.  Conilera cylindracea ingår i släktet Conilera och familjen Cirolanidae. Inga underarter finns listade i Catalogue of Life.